# Fernand Herman
Fernand H.J. Herman, né le 23 janvier 1932 à Boirs (Bassenge) et mort à Bruxelles le 4 avril 2005, est un homme politique belge, membre du PSC.
Il est le fils ainé d'une famille paysanne de 5 enfants. 

## Biographie
Il est docteur en droit et licencié en sciences économiques (UCL), il poursuit ensuite ses études à l'Université Columbia aux États-Unis.
En 1959 il part pour le Congo, alors encore colonie belge, pour enseigner à l'Université Lovanium et après l'indépendance du Congo il est conseiller monétaire de la jeune république.
Revenu en Belgique, il est directeur de la Société nationale d'investissement (SNI) et vice-président du parti social chrétien (PSC).
Il est aussi membre de l'Union des Fédéralistes Européens, du Kangaroo Group et de la Fondation Pégase.
À côté de son activité politique, il a pendant près de quinze ans une activité de chroniqueur de la vie politique, économique et sociale de l'Europe et à partir de 1990 jusqu'en juin 2004 il publie dans la tribune libre du journal Le Courrier de la Bourse et de la Banque près de 600 articles sur l'actualité européennes, dont un choix est publié après sa mort dans un ouvrage réalisé en 2006 par la Fondation Pégase.
Il est inhumé à Boirs (Bassenge).

## Carrière politique
- 1975-1977 : Ministre des Affaires économiques
- 1977-1978 : Sénateur belge
- 1978-1980 : Membre de la Chambre des représentants  (1978-80).
- 1979-1999 : Député européen

## Œuvres
- Fernand Herman, Europa Patria Mea. Chronique de 15 années de vie politique, économique et sociale européenne, Bruxelles, Didier Devillez Ed., 2006.